# Ilia Belorukov
Ilia Belorukov (russisch Илья Белоруков Ilja Belorukow, * 3. Februar 1987) ist ein russischer, in Serbien lebender Improvisationsmusiker (Altsaxophon, Synthesizer, Objekte).

## Leben und Wirken
Belorukov, der in Sankt Petersburg aufwuchs, erhielt ab dem Alter von sieben oder acht Jahren zunächst klassischen Klavierunterricht. Nach zwei Jahren wechselte er zur Gitarre, gab das aber auf, um dann Saxophonunterricht zu nehmen. Nachhaltig inspirierend waren die CDs mit Fusion, Jazz und zeitgenössischer Musik, die ihm sein Lehrer gab. Mit 17 Jahren begann er, so etwas wie improvisierte Musik auf dem Saxophon (und auch auf der Gitarre) zu spielen, spielte aber hauptsächlich Texturen und hatte kein Interesse daran, Melodien hervorzubringen. Nach der Schule studierte er fast drei Jahre lang an der Staatlichen Elektrotechnischen Universität in St. Petersburg, beendete aber das Studium nicht, sondern wechselte zur Musik.
2007 spielte Belorukov gelegentlich in der Experimental Sound Gallery von St. Petersburg. Es entstanden erste Aufnahmen mit Bands wie Dadazu und Wozzek in den Bereichen Improvisation, Noise und elektroakustische Musik. Da er sowohl im Studio als auch auf der Bühne sehr aktiv war, machte er sich rasch einen Namen in der russischen experimentellen Musikszene und gab jedes Jahr Dutzende von Konzerten; bereits 2009 tourte er erstmals in Finnland. In unterschiedlichen Konstellationen spielte er seitdem mit Musikern wie Thomas Buckner/Alexei Lapin,  Bertrand Denzler, Gabriel Ferrandini, Jason Kahn, Kurt Liedwart, Frantz Loriot, Norbert Möslang, Ernesto Rodrigues, Keith Rowe und Rutger Zuydervelt.
Belorukov praktiziert einen experimentellen Ansatz zur Klangextraktion mit Saxophon, modularen Synthesizern und anderen Instrumenten. Alben, an denen er beteiligt war, wurden auf Labels wie Clean Feed Records, SOFA, Moving Furniture, Astral Spirits, Notice Recordings, Raw Tonk und Mikroton veröffentlicht. Er gründete das Label Intonema und war einer der Kuratoren des Labels Spina!Rec. Des Weiteren hat er Veranstaltungen in Sankt Petersburg und anderen russischen Städten organisiert und war Co-Kurator der Festivals Teni Zvuka und Spina!Fest. Zu seinen weiteren Aktivitäten gehörten das Schreiben von Rezensionen und Artikeln für die Jazzist-Website und auf einem Telegram-Kanal sowie die Arbeit als Mixing- und Mastering-Ingenieur für eigene Projekte und verschiedene Musiker und Labels. Laut des Jazz-Diskografen Tom Lord war er zwischen 2007 und 2018 an zehn Aufnahmesessions beteiligt.
Nach Beginn des russischen Überfalls auf die Ukraine 2022 verließ er Russland noch im selben Jahr und lebt in Novi Sad, Serbien. Dort arbeitet er im Duo mit der Pianistin Marina Džukljev; 2024 legten sie das Album Everything Changes, Nothing Disappears vor. Es wurde im Museum für zeitgenössische Kunst in Novi Sad während sieben Aufführungen in den Wintermonaten 2022 und 2023/24 aufgenommen.